# آیرون مونتیین (قایق رودخانه)
آیرون مونتیین (قایق رودخانه) (به انگلیسی: Iron Mountain (riverboat)) یک کشتی بود که طول آن ۱۸۱ فوت (۵۵٫۲ متر) بود. این کشتی در سال ۱۸۷۲ ساخته شد.

## غرق شدن
در تاریخ ۲۵ مارس ۱۸۸۲ این کشتی از ویکسبورگ حرکت کرد. نزدیک جزیره ۱۰۲ به مانعی برخورد کرده و سوراخی در جداره آن ایجاد شد که منجر به غرق شدنش گردید. خدمه با استفاده از قایق یدکی نجات پیدا کردند. یکی از خدمه به نام الن اندرسون زیر عرشه گیر کرد و کشته شد. جنازه وی روز بعد پیدا شد. لاشه خود کشتی روز ۳۰ ژوئن همان سال چند مایل پایینتر از محل غرق شدن کشتی پیدا شد.

## افسانه
ماجرای ناپدید شدن این کشتی به صورت یک داستان در کتابهای ماورالطبیعه عامه پسند از جمله عجیب تر از علم نوشته فرانک ادواردز آمده است. طبق نوشته این کتاب، کشتی با ۵۵ نفر خدمه، با بار شکر و پنبه در حالی که از نیواورلئان عازم پیتسبورگ بود ناپدید شد و هیچ اثری از آن یافت نشد. این کتاب تاریخ «ناپدید شدن» کشتی را به اشتباه برابر با تاریخ شروع به کار آن، ۱۸۷۲ ذکر می‌کند.